# Hans Tatzer
Johann „Hans” Tatzer (Bécs, 1905. május 25. – Marseille, Franciaország, 1944. augusztus 23.) olimpikon, kétszeres Európa-bajnok, kétszeres Európa-bajnoki ezüst- és bronzérmes valamint világbajnoki bronzérmes osztrák jégkorongozó, második világháborús katona.
Először az Osztrák férfi jégkorong-válogatottban az 1927-es jégkorong-Európa-bajnokságon szerepelt, amit Bécsben rendeztek meg és megnyerték.
Az 1928. évi téli olimpiai játékokon a jégkorongtornán is játszott. Az osztrák csapat a C csoportba került. Az első mérkőzésen a svájciakkal 4–4-es döntetlent játszottak, majd a németekkel 0–0-s döntetlen lett a végeredmény. A csoportban csak három válogatott volt. Az osztrákok a másodikak lettek és nem jutottak tovább. Összesítésben az 5. lettek.
Utoljára olimpián az 1936. évi téli olimpiai játékokon a jégkorongtornán játszott. Az osztrák csapat az A csoportba került. Első mérkőzésükön 2–1-re legyőzték a lengyeleket majd 5–2-re kikaptak Kanadától végül 7–1-es vereséget mértek a lett csapatra. A csoportban második helyen végeztek Kanada mögött és tovább jutottak a középdöntőben, ahol a B csoportba kerültek. Első mérkőzésen 1–0-ra kikaptak a svédektől, majd másnap 1–0-s vereséget szenvedtek az amerikaiaktól. Utolsó mérkőzésük 2–1-es vereség lett a csehszlovák csapattól. A csoportban az utolsó helyen végeztek, összesítésben a 6. helyen. Tatzer a letteknek ütött 2 gólt.
Az 1929-es jégkorong-Európa-bajnokságon Budapesten bronzérmes lett. Az 1930-as jégkorong-világbajnokságon 4. lett a csapattal és ez Európa-bajnokságnak is számított, amin bronzérmes lett. Az 1931-es jégkorong-világbajnokságon bronzérmes lett és újra Európa-bajnok. Az 1932-es jégkorong-Európa-bajnokságon Berlinben ezüstérmes lett. Az 1933-as jégkorong-világbajnokságon 4. lett és, mint Európa-bajnokság ezüstérmes lett.
Klubcsapata a bécsi EK Engelmann volt.
A második világháborúban esett el, Dél-Franciaországban egy ütközetben, 1944 nyarán.